# Defensa Aérea de Egipto
Las Fuerzas de Defensa Aérea de Egipto o FDAE (en árabe: قوات الدفاع الجوي) ( Quwwat El-Difa El-Gawwi ) son una rama de las Fuerzas Armadas de Egipto que se encarga de la defensa antiaérea. La FDAE es la responsable de proteger el espacio aéreo egipcio contra cualquier ataque aéreo hostil. La FDAE fue establecida de acuerdo con el decreto presidencial emitido el 1 de febrero de 1968, que preveía el establecimiento de la Fuerza de Defensa Aérea como la 4.ª rama de las fuerzas armadas egipcias, junto con la Armada de Egipto, el Ejército de Egipto y la Fuerza Aérea de Egipto. Anteriormente, la defensa aérea formaba parte de la artillería y estaba bajo el mando operativo de la Fuerza Aérea.
Egipto tiene un sistema moderno de armamento de defensa aérea, que se divide entre los misiles antiaéreos de largo, medio y corto alcance, los sistemas de artillería y los radares de alerta temprana. Los oficiales son mayoritariamente graduados de la Academia Egipcia de la Defensa Aérea, que se encuentra en Alejandría. La sede central se encuentra en El Cairo y actualmente el Comandante en jefe es el general de división Ali Fahmi y el jefe de personal de la defensa aérea es el general de división Darrag. Las fuerzas egipcias de la defensa aérea están formadas por 30 000 oficiales y soldados, a los que hay que añadir 50 000 reclutas provenientes del servicio militar.

## Equipamiento

### Lanzadoras de misiles tierra-aire
| Nombre           | Imagen | Origen         | Tipo                             | Modelo | Unidades |
| ---------------- | ------ | -------------- | -------------------------------- | ------ | -------- |
| S75 Dvina        |        | Egipto         | Lanzadora de misiles tierra-aire | SA-2   | 100      |
| MIM-72 Chaparral |        | Estados Unidos | Lanzadora de misiles tierra-aire | MIM-72 | 80       |
| AN/TWQ-1 Avenger |        | Estados Unidos | Lanzadora de misiles tierra-aire | TWQ-1  | 75       |
| Pechora M2       |        | Rusia          | Lanzadora de misiles tierra-aire | SA-3   | 70       |
| MIM-23 Hawk      |        | Estados Unidos | Lanzadora de misiles tierra-aire | MIM-23 | 62       |
| Kub              |        | Rusia          | Lanzadora de misiles tierra-aire | SA-6   | 56       |
| Crotale          |        | Francia        | Lanzadora de misiles tierra-aire | VT-1   | 36       |
| Strela-1         |        | Rusia          | Lanzadora de misiles tierra-aire | SA-9   | 20       |
| Tor              |        | Rusia          | Lanzadora de misiles tierra-aire | SA-15  | 16       |
| Buk              |        | Rusia          | Lanzadora de misiles tierra-aire | SA-7   | -        |
| S300             |        | Rusia          | Lanzadora de misiles tierra-aire | SA-23  | -        |

### Artillería antiaérea autopropulsada
| Nombre          | Imagen | Origen          | Tipo                                | Modelo     | Unidades |
| --------------- | ------ | --------------- | ----------------------------------- | ---------- | -------- |
| ZSU-57-2        |        | Rusia           | Artillería antiaérea autopropulsada | Obyekt 500 | 40       |
| M113 AA         |        | Estados Unidos  | Artillería antiaérea autopropulsada | M113       | -        |
| ZSU 23-4 Shilka |        | Rusia           | Artillería antiaérea autopropulsada | ZSU 23-4   | -        |
| M53/59 Praga    |        | República Checa | Artillería antiaérea autopropulsada | M53/59     |          |

### Baterías antiaéreas
| Nombre       | Imagen | Origen         | Tipo              | Modelo  | Unidades |
| ------------ | ------ | -------------- | ----------------- | ------- | -------- |
| 52-K         |        | Rusia          | Batería antiaérea | 52-K    | 400      |
| ZU-23-2      |        | Rusia          | Batería antiaérea | ZU-23-2 | 280      |
| AZP S-60     |        | Rusia          | Batería antiaérea | AZP     | 200      |
| KS-19        |        | Rusia          | Batería antiaérea | KS-19   | 200      |
| 61-K         |        | Rusia          | Batería antiaérea | 61-K    | 200      |
| ZPU          |        | Rusia          | Batería antiaérea | ZPU     | 200      |
| KS-30        |        | Rusia          | Batería antiaérea | KS-30   | 120      |
| Oerlikon GDF |        | Suiza          | Batería antiaérea | GDF     | 72       |
| M167 VADS    |        | Estados Unidos | Batería antiaérea | M167    | 72       |

- Datos: Q2985739
- Multimedia: Air defense of Egypt / Q2985739